# Liechtenstein Physical Society

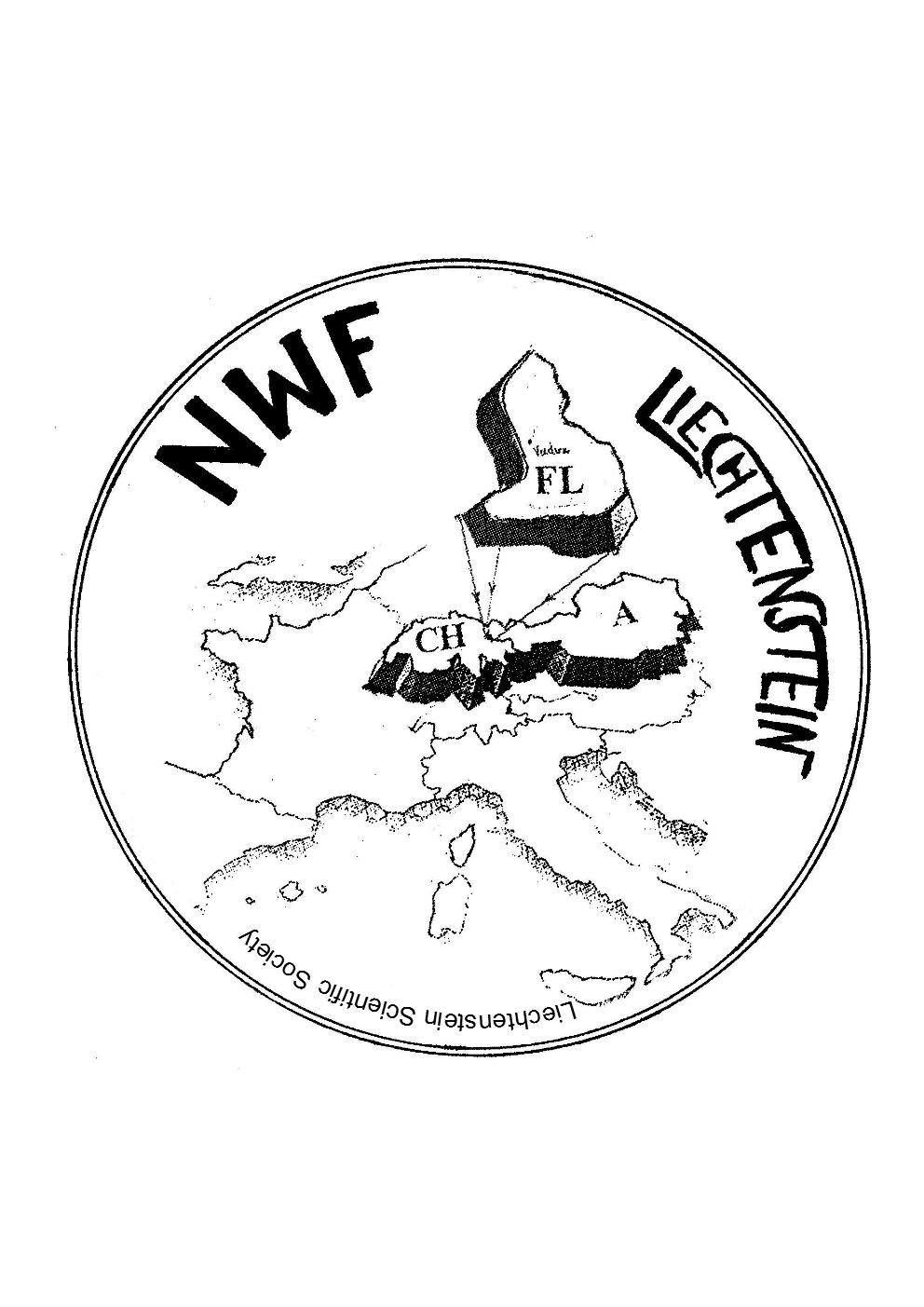
Logo

Die Liechtenstein Physical Society ist die Physikalische Gesellschaft im Fürstentum Liechtenstein mit Sitz in Vaduz. Sie besteht aus der physikalischen Sektion des im Jahre 1993 gegründeten Naturwissenschaftlichen Forum e. V. (NWF). Diese Organisation wurde auf Anregung von Cyril Deicha im Jahre 1993 in Vaduz gegründet und wurde Mitglied der European Physical Society (EPS) im Jahre 2007.

## Aktivitäten
Zweck der Gesellschaft bzw. des Vereins ist die Förderung des Interesses für die Naturwissenschaften, insbesondere für die Physik und damit verbundene Tätigkeiten. So werden historische wissenschaftliche Geräte gesammelt, Physik-Olympiaden und Ausstellungen organisiert sowie wissenschaftliche Projekte durchgeführt, bspw. über das Verhalten von Bienen im Weltraum an Bord der Columbia. Der Verein ist eine Schnittstelle zwischen europäischer Forschung und der lokalen Politik, bspw. bei den 2008–2010 stattfindenden Energiekolloquien des NWF. Im Jahr 2017 fand die Präsentation des ersten Foucaultschen Pendels des Landes Lichtenstein statt. Auch in der Zeit der Corona-Pandemie wurde die akademische Aktivität fortgesetzt.
Wegen der Kleinheit des Landes entsteht eine enge Vernetzungen aller Bereiche der Naturwissenschaften. Das Naturwissenschaftliche Forum entspricht einer Akademie der Wissenschaften im Kleinen.

## Ehrenmitglieder
- Josef Biedermann (Biologe)
- Georg Schierscher (Mathematiker)
- Fritz Epple (Physiker)

## Mitgliedschaften
- European Physical Society, seit 2007
- Botanisch-zoologische Gesellschaft, seit 2007
- Historischer Verein, seit 2005
- Liechtensteiner Alpenverein
- Verein Pro Lawena Museum, seit 2015